# Министерство на електрониката и електротехниката на България
Министерството на електрониката и електротехниката (МЕЕ) е държавна институция в България с ранг на министерство, съществувало в периода 1973 - 1981 година.

## История
Създадено е с указ № 1514 на 13 юли 1973 година от реорганизацията на Министерството на машиностроенето. Основна задача на министерството е да изпълнява партийната и държавната политика в областта на електрониката и електротехниката и внедряването на нови методи в електронната промишленост. За изпълнение на основната си задача министерството контролира, организира и ръководи всички предприятия в областта на електрониката, изработва плановете в национален мащаб и следи за изпълнението им, отговаря за съчетаването на икономическите и административните методи при разработването на стратегията и тактиката за развитие на електрониката, разработва прогнози, концепции и комплексни програми за развитието на отрасъла съобразно с изискванията на националните цели за обществено-икономическо развитие на страната.
С указ № 1126 от 18 юни 1981 година е обединено с Министерството на машиностроенето в Министерство на машиностроенето и електрониката.

## Структура
- Централно управление
  - Ръководство
    - министър
    - заместник-министри
    - главен секретар

  - Колегиални органи
    - Колегиум
    - Междуведомствен координационен съвет
    - Технико-икономически съвет